# Ernest-Charles Lasègue
Pour les articles homonymes, voir Lasègue.
Ernest-Charles Lasègue, né le 5 septembre 1816 à Paris et mort le 20 mars 1883 dans le 1er arrondissement de Paris, est un médecin français. Médecin des Hôpitaux de Paris, il a marqué la psychiatrie française du XIXe siècle.

## Biographie
Ernest-Charles Lasègue est le fils d'Antoine Lasègue, botaniste, bibliothécaire de Benjamin Delessert qui avait une situation très modeste. Il sent très vite la nécessité de se faire rapidement une situation. Il étonne ses maîtres du lycée Louis-le-Grand par ses capacités et il fut lauréat du concours général. En 1838, âgé de vingt-deux ans, il est licencié ès-lettre. Son professeur de philosophie, Victor Cousin, l’ayant pris en amitié, lui proposa un poste de répétiteur dans la classe même où il avait été élève. Ses appointements étaient maigres et il eut l’idée d’ouvrir, avec l’aide de sa mère, une pension qui prit le nom d’ « Institution des pères de famille » dans laquelle ils accueillirent les élèves du lycée ; à ce titre, Charles Baudelaire, dont Charles Lasègue était répétiteur de philosophie, résida dans l’institution.
Partageant la vie des étudiants du Quartier latin, Charles Lasègue s’était lié d’amitié avec Claude Bernard ; ce dernier, arrivé à Paris en 1834, avait été reçu interne en 1839 et avait pris ses fonctions dans le service des aliénés de Jean-Pierre Falret à l’hôpital de la Salpêtrière ;  il habitait dans la rue de l'Ancienne-Comédie et Lasègue, non loin de là, rue du Vieux-Colombier : entre le licencié ès-lettres, féru de philosophie et le psychiatre, les sujets de conversation ne manquaient pas, y prenait part, Bénédict Morel qui était également interne chez Falret. C’est ainsi que Lasègue fut convié à suivre la visite des malades à la Salpêtrière : l’accueil du patron fut des plus chaleureuses : « Je n’ai jamais rencontré un homme qui m’ait autant étonné par la fécondité de son intelligence et la multiplicité de ses idées. »
Le passage à la Salpêtrière et l’influence de Falret décidèrent Lasègue à s’inscrire à la faculté de médecine, le 4 octobre 1839 et c’est avec ardeur qu’il entreprit ses études, mais il ne passa jamais l’internat des hôpitaux. Jusqu’alors, Lasègue n’avait aucune orientation particulière lorsqu’il rencontra Armand Trousseau : saisi d’admiration, il se rapprocha de celui dont il allait devenir l’élève préféré. Trousseau fut séduit par les brillantes qualités de son admirateur et une amitié sincère s’établit entre eux. Il soutint sa thèse, le 25 février 1843 avec pour sujet « De Stahl et de sa doctrine médicale ».
Moins d’un an après l’obtention de son diplôme, Lasègue se présenta, sans succès, à l’agrégation et soutint une thèse « Des altérations du sang dans les maladies inflammatoires et dans les affections dites typhoïdes ». Ce sujet le fera choisir pour une mission d’étude en Russie méridionale pour y étudier une épidémie de choléra. Il en profita pour visiter des maisons d’aliénés et le rapport qu’il rédigea le fit désigner comme inspecteur adjoint des établissements d’aliénés ; à ce titre, il fut amené à visiter des maisons spécialisées dans le traitement des malades psychiatriques dans diverses villes de province.
De 1852 à 1854, il est chef de clinique chez Trousseau, agrégé en 1853 après une thèse sur Les Paralysies générales, il est nommé médecin du bureau central. La même année, il succède à Jacques Raige-Delorme comme rédacteur en chef des Archives générales de la médecine. Il gardera cette fonction jusqu’à sa mort et il placera les Archives à un haut niveau scientifique.
De 1858 à 1860, Lasègue suppléa Gabriel Andral à la chaire de pathologie générale (où il enseigna les maladies nerveuses et mentales) et dont il obtint la succession le 9 février 1867. Entre 1859 et 1862, il fut chef de service à l’hôpital de Lourcine, à la Salpêtrière, à l’Hôpital Saint-Antoine puis à l’Hôpital Necker. À partir de 1862, il partagea avec Legrand du Saule la consultation de la préfecture de police (la future infirmerie spéciale du Dépôt). Le 11 décembre 1869, il fut nommé professeur de clinique médicale et de thérapeutique générale et il s’installa à l’hôpital de la Pitié où il restera jusqu’à sa mort en 1883.
Chevalier de la Légion d’honneur en 1871, Lasègue avait assez peu le goût des assemblées et il ne se décide que fort tard à entrer à l'Académie de médecine où il est élu en 1876. En 1883, c'est en tant que président du jury d'agrégation qu’il fait sa dernière apparition publique : le diabète, dont il était atteint depuis plusieurs années fait des progrès rapides et Charles Lasègue s'éteint au début du printemps en son domicile parisien. Il est inhumé dans la sépulture familiale au cimetière de Châtillon (Hauts-de-Seine), à côté de son épouse et de ses parents : un médaillon en bronze de Desouches est apposé sur la pierre tombale,. Une rue de Châtillon porte son nom.

## Contributions en médecine et en psychiatrie
Si Lasègue s'intéressa à des aspects variés de la médecine, il considérait la physiologie et la psychiatrie comme complémentaires l'une de l'autre, et portait un intérêt particulier aux troubles psychosomatiques.
En 1849, il fit paraître, avec Trousseau, des articles sur les maladies éruptives, la diphtérie, le rachitisme, le traitement de la danse de Saint-Guy (chorée de Sydenham) ; en 1852, il décrit les accidents vasculaires cérébraux qui surviennent au cours du mal de Bright (insuffisance rénale chronique) et y ajoute ses observations personnelles et, un an plus tard, il publie les « Recherches nouvelles sur le mal de Bright ».  Il se montra très critique vis-à-vis de la pathologie cellulaire qu’avait publiée Rudolph Virchow en 1858 ; cette prise de position déplut fortement et la polémique dura plusieurs années. En 1868, il produisit un grand ouvrage didactique « Le Traité des angines ». Puis trois sujets s’imposèrent à lui : l’alcoolisme, l’hystérie et la paralysie générale.
La première étude de Lasègue sur l’alcoolisme date de 1853, la dernière de 1882 ; entre ces deux publications, quatre autres ont pris place : il fait part de ses investigations en allant des troubles digestifs aux troubles psychiques mais surtout il assigne à la dipsomanie sa place définitive : « Processus par accès, répétition forcée des mêmes abus, entrainement spontané…, le dipsomane se comporte comme certains aliénés onanistes ».
En 1852, il décrivit le délire de persécution, connu sous le nom de « maladie de Lasègue » qui est une forme de paranoïa.
Les manifestations de l'hystérie tiennent une grande place dans l'œuvre de Lasègue ; en 1854, il décrit la toux hystérique puis en 1864, l’ataxie. Il donne la première description complète de l’anorexie mentale.
Autre sujet de prédilection, la paralysie générale, auquel il consacre sa thèse d'agrégation mais sur lequel il modifia ses idées et finit par admettre que cette pathologie ne répondait pas à un type unique mais qu’il existait des types voisins au point que « le nom ne devrait plus servir qu’à désigner un vaste genre de maladies cérébrales chroniques comprenant plusieurs espèces pathologiques distinctes et non une espèce morbide unique. »
Dans ses dernières années, son activité ne se relâche pas : les études sur les exhibitionnistes, le vol à l'étalage, la mélancolie perplexe, la folie à deux, l'épilepsie par malformation du crâne sont restées célèbres. En 1881, il éditait la Technique de l’auscultation pulmonaire à l’usage des étudiants en médecine suivie en 1882 par un traité sur la Technique de la palpation et de la percussion à l’usage des étudiants en médecine.
Son gendre, Albert Blum publie, en 1884, les Études médicales du Professeur Ch. Lasègue chez Asselin et Cie, avec la collaboration de nombreux médecins qui constituaient sa famille médicale.

## Œuvres et publications
- De Stahl et de sa doctrine médicale, [Thèse de médecine pour le doctorat en médecine présentée et soutenue le 25 février 1846, Paris n° 20], Rignoux (Paris), 1846, Texte intégral.
- « Du délire des persécutions », in: Archives générales de médecine, 1852, vol. 28, pp. 129-50, Texte intégral.
- De la paralysie générale progressive, [Thèse présentée et soutenue en mars 1853 pour le concours pour l'agrégation en médecine, Faculté de médecine de Paris], Impr. Rignoux (Paris), 1853, Texte intégral.
- « L'École de Halle: Fréd. Hoffmann et Stahl », in: Conférences historiques faites pendant l'année 1865 à la Faculté de médecine de Paris, G. Baillière (Paris), 1866, p. 33-59, lire en ligne sur Gallica.
- Exposé des titres et travaux scientifiques, A. Parent (Paris) , 1866, Texte intégral.
- Traité des angines, P. Asselin (Paris), 1868, Texte intégral.
- « De la migraine », in: Archives générales de médecine, 1873, sixième série, t. XXII, p. 580-597 , Texte intégral.
- De l'épilepsie par malformation du crâne, impr. de A. Parent (Paris), 1877, 16 p.,  in-8°, lire en ligne sur Gallica.
- Le Délire alcoolique n'est pas un délire mais un rêve, Asselin (Paris), 1881.
- Études médicales du professeur Ch. Lasègue, [Publié par Albert Blum (1844-1914)], Asselin (Paris), 1884:

1. Tome premier, lire en ligne sur Gallica.
2. Tome second, lire en ligne sur Gallica.

- La Technique de l’auscultation pulmonaire, à l'usage des étudiants en médecine, Asselin et Cie (Paris), 1881, lire en ligne sur Gallica.

En collaboration
- avec Joseph Grancher : La Technique de la palpation et de la percussion, à l'usage des étudiants en médecine, Asselin (Paris), 1882, lire en ligne sur Gallica.

## Éponymie
Son nom reste attaché à un signe clinique (signe de Lasègue) observé dans la névralgie sciatique, une affection à laquelle il consacra un important travail en 1864. Curieusement, Lasègue n'a lui-même rien écrit sur ce signe et ce sont ses élèves qui, après sa mort lui en attribuèrent la paternité. Le terme « maladie de Lasègue » était parfois employé pour désigner le délire de persécution.